# L'Estaca
Pour les articles homonymes, voir Estaca (homonymie).
L'Estaca (trad. litt. : « le pieu ») est une chanson catalane composée par le chanteur Lluís Llach en 1968.
Composée durant la dictature du général Franco en Espagne, c'est un cri à l'unité d'action pour se libérer de l'oppression, pour atteindre la liberté. D'abord symbole de la lutte contre l'oppression franquiste en Catalogne, elle est devenue un symbole de la lutte pour la liberté.
Extrêmement populaire en Catalogne aujourd'hui, au point d'être considérée comme partie du folklore populaire, elle a aussi connu un destin international. Elle a eu plusieurs interprétations différentes et a été traduite en plus de cinquante langues — français, occitan, basque, corse, allemand, polonais, espéranto, etc.

## Paroles

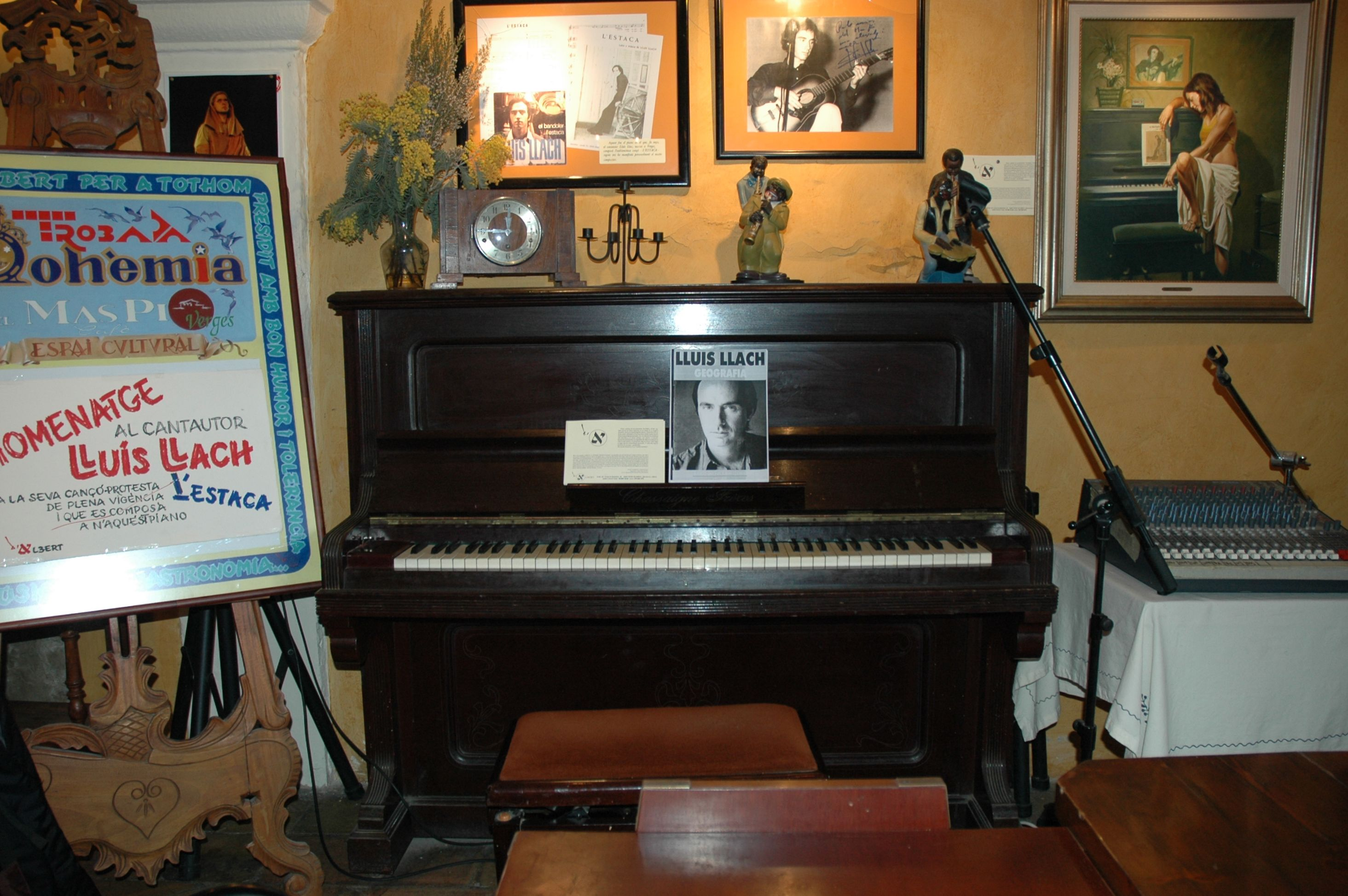
Le piano du Mas Pi à Verges, où Lluís Llach a composé l'Estaca.

Les paroles évoquent, en prenant la métaphore d'une corde attachée à un pieu (estaca en catalan), le combat des hommes pour la liberté. La scène se passe à l'aube, tandis que le narrateur de la chanson se remémore les paroles d'une conversation entre grand-père Siset (avi Siset) et lui. Il demande au grand-père Siset : « Ne voyez-vous pas le pieu auquel nous sommes tous liés ? Si nous ne pouvons pas nous en défaire, nous ne pourrons jamais avancer » (No veus l'estaca a on estem tots lligats? Si no podem desfer-la mai no podrem caminar). D'après Siset, seule une action commune peut apporter la liberté : « Si nous tirons tous, il va tomber, si je tire fort vers ici, et que tu tires fort par là, il est certain qu'il tombe, tombe, tombe, et nous pourrons nous libérer » (Si estirem tots, ella caurà, si jo estiro fort per aquí i tu l'estires fort per allà, segur que tomba, tomba, tomba, i ens podrem alliberar).
L'interlocuteur de grand-père Siset insiste sur la difficulté du combat pour la liberté, qui ne demande pas de répit et des efforts : « Mais, Siset, ça fait longtemps déjà, mes mains à vif sont écorchées, et alors que mes forces me quittent, il est plus large et plus haut »  (Però, Siset, fa molt temps ja, les mans se'm van escorxant, i quan la força se me'n va ella és més ampla i més gran).
L'idée d'une nécessaire prise de conscience collective pour obtenir la liberté clôt la chanson. Dans la dernière strophe, une fois grand-père Siset mort, son interlocuteur devient responsable de la diffusion des idées de liberté et de lutte auprès des nouvelles générations : « Et quand passent d'autres valets, je lève la tête pour chanter le dernier chant de Siset, le dernier qu'il m'ait appris » (I mentre passen els nous vailets, estiro el coll per cantar el darrer cant d'en Siset, el darrer que em va ensenyar).

## Avi Siset
Le grand-père Siset, personnage principal de la chanson, est inspiré d'un personnage réel, Narcís Llansa i Tubau, surnommé avi Llansa (« papi Llansa »), vell Llansa (« le vieux Llansa ») ou Siset Llansa. Originaire de Tortellà, dans le nord de la province de Gérone, il était barbier à Besalú.
Ne cachant pas ses opinions, il était connu pour être républicain, catalaniste et anticlérical, et faire de sa boutique un lieu de débat politique. Lorsque la république fut proclamée en 1931, il fut élu conseiller municipal sous l'étiquette d'ERC, la gauche républicaine catalane. À la suite de la guerre civile, il fut soumis à diverses humiliations : forcé à nettoyer les églises et à assister aux messes. Il n'échappa finalement à ses obligations qu'en prétextant que le dimanche était le jour où il était le plus chargé de travail comme barbier.
À partir du début des années 1960, il passa ses étés dans la maison de sa deuxième fille, à Verges. C'est là que le jeune Lluís Llach, fils du médecin et maire — franquiste — du village, et ami de son petit-fils Ponç Feliu, l'aurait connu, en jouant au jeu de la botifarra, une variante catalane de la manille. Le vieil homme et l’adolescent passent du temps ensemble, en particulier à pêcher. C'est lors de ces parties de pêche près du Ter que le grand-père Siset ouvre les yeux de Lluís Llach sur les fondements et la réalité du régime franquiste.
En 1968, Lluís Llach écrivit les paroles de la chanson, s'inspirant des conversations qu'il avait eues avec Siset. Il dit par ailleurs de lui : « Siset me parlait toujours avec le regard droit et les yeux lumineux d'un homme bon ».

## Versions
La chanson L'Estaca connaît, depuis sa création, une longue histoire de traductions et de réinterprétations. Elle a notamment été traduite en « corse, en basque, en breton, en occitan, en niçois, et reprise par de nombreux artistes, comme le collectif musical réuni autour du groupe Zebda sur l'album Motivés ». Le magazine musical catalan Enderrock, qui a publié un grand reportage sur l'aventure de la célèbre chanson de Llach, recense pas moins de 250 versions différentes, dans plus de dix-sept langues différentes. Symbole de la lutte contre les pouvoirs autoritaires, elle a été chantée dans de nombreux mouvements de contestation. Le syndicat Solidarność fait de la version polonaise Mury, écrite et interprétée par Jacek Kaczmarski, son hymne contre le régime communiste de la République Populaire de Pologne. Cette traduction a servi de modèle à une traduction en biélorusse qui accompagne, en 2020, les manifestations contre le "président-dictateur" Alexandre Loukachenko. En arabe dialectal tunisien, c'est la version Dima Dima, écrite par Yasser Jradi, qui est interprétée par la chanteuse Emel Mathlouthi (qui représenta la Tunisie lors de la remise du Prix Nobel de la Paix aux dirigeants de la transition démocratique tunisienne) lors de manifestations de rue pendant la Révolution de Jasmin. La version russe, Steny (Стены, Les murs, 2012) interprétée par le groupe Arkadiy Kots lors de rassemblements anti-Poutine, a connu un succès retentissant en Russie à la suite de l'arrestation des membres du groupe.
La chanson a été adaptée en français par Marc Robine sous le titre Le Pieu (L'Estaque) en 1999.
Enfin, la chanson, toujours dans sa version catalane, a été choisie comme hymne officieux du club de rugby à XV de Perpignan, l'USAP. À ce sujet, le journal L'indépendant explique, en septembre 2009, que le choix de l'Estaca a été porté en 1998 par l'entraîneur d'alors Alain Teixidor comme "symbole du conservatisme du club qu'il fallait vaincre sur la route du professionnalisme"[réf. incomplète].